# Malur canós becgròs
El malur canós becgròs (Amytornis modestus) és un ocell de la família dels malúrids (Maluridae).

## Hàbitat i distribució
Habita zones amb petits arbusts o herba d'Austràlia central.